# Plecoptera luangwana
Plecoptera luangwana är en fjärilsart som beskrevs av Embrik Strand 1922. Plecoptera luangwana ingår i släktet Plecoptera och familjen nattflyn. Inga underarter finns listade i Catalogue of Life.